# Dieter Senft
Dieter "Didi" Senft (Reichenwalde, 7 februari 1952), beter bekend als El Diablo of de Tourduivel, is een Duits persoon die bekendstaat om zijn verschijning als duivel in de Tour de France.

## Biografie
Senft werd geboren in Reichenwalde, toentertijd een gemeente in Oost-Duitsland. Vlak na de hereniging tussen de voormalige Duitse Democratische Republiek en West-Duitsland, maakte Senft gebruik van zijn vrijheid om te reizen. Als wielrenliefhebber bezocht Senft in 1992 voor het eerst de Tour de France.
Onder invloed van de Tourgekte manifesteert Didi zich vanaf 1993 onder andere met het dragen van rood-zwarte kledingstukken, een drietand en horentjes bovenop zijn hoofd. Gekleed als duivelfiguur met woeste baard werd Senft algauw de opvallendste toeschouwer binnen de wielersport. Sindsdien geniet de Tourduivel populariteit onder zowel het brede publiek als de wielrenners.
El Diablo behoort inmiddels tot de standaardpersonages omtrent de Ronde van Frankrijk. Tot 2014 liet Senft zich sponsoren, door zijn Volkswagenbus te beplakken met namen en logo's van personen of organisaties die hem steunen door geld ter beschikking te stellen, zodat hij aanwezig kon zijn bij de grote wielerwedstrijden. Mede omdat de Duitse televisie de afgelopen jaren niets moest hebben van wielrennen is deze inkomstenbron opgedroogd, en heeft Senft met de gedachte gespeeld om met pensioen te gaan omdat hij te weinig inkomsten heeft. De Duitser is toch actief gebleven als supporter binnen het wielrennen mede doordat hij sinds 2015 zich heeft aangesloten bij een reclamebureau en zichzelf verhuurt als attractie bij evenementen, met name in Azië.
Naast zijn 'rol' als Duivel is Senft ook bekend van zijn bijzondere fietsen die hij heeft ontworpen en gebouwd. Inmiddels zijn het er meer dan 200, waarvan er 17 een vermelding hebben gekregen in het Guinness Book of Records. Vanaf 2004 tot 2017 heeft hij ook een eigen museum gehad om deze fietsen ten toon te stellen, als gevolg van zijn financiële problemen en teruggelopen belangstelling is dit echter gesloten.

## Afbeeldingen

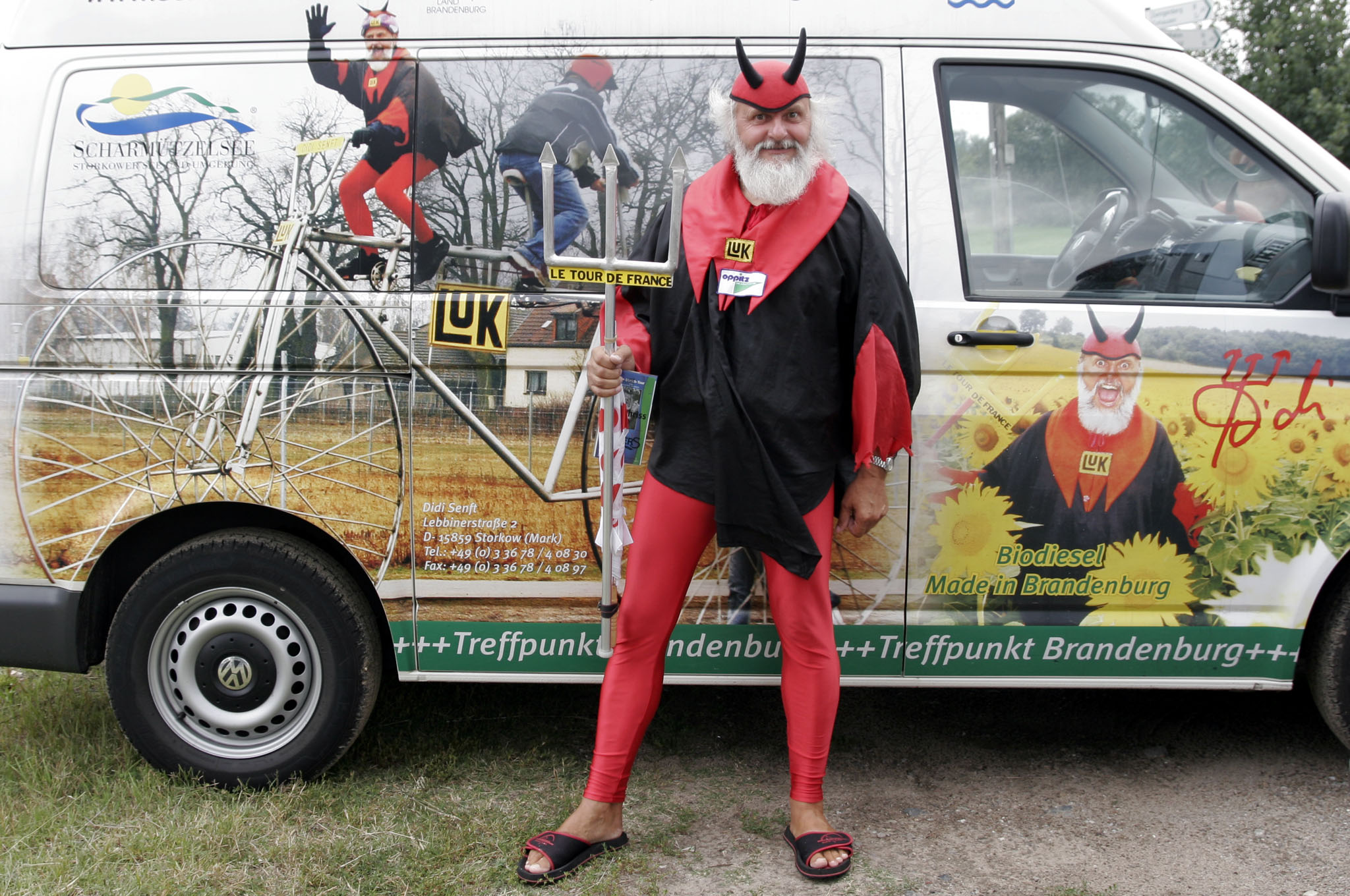
Didi voor zijn bus
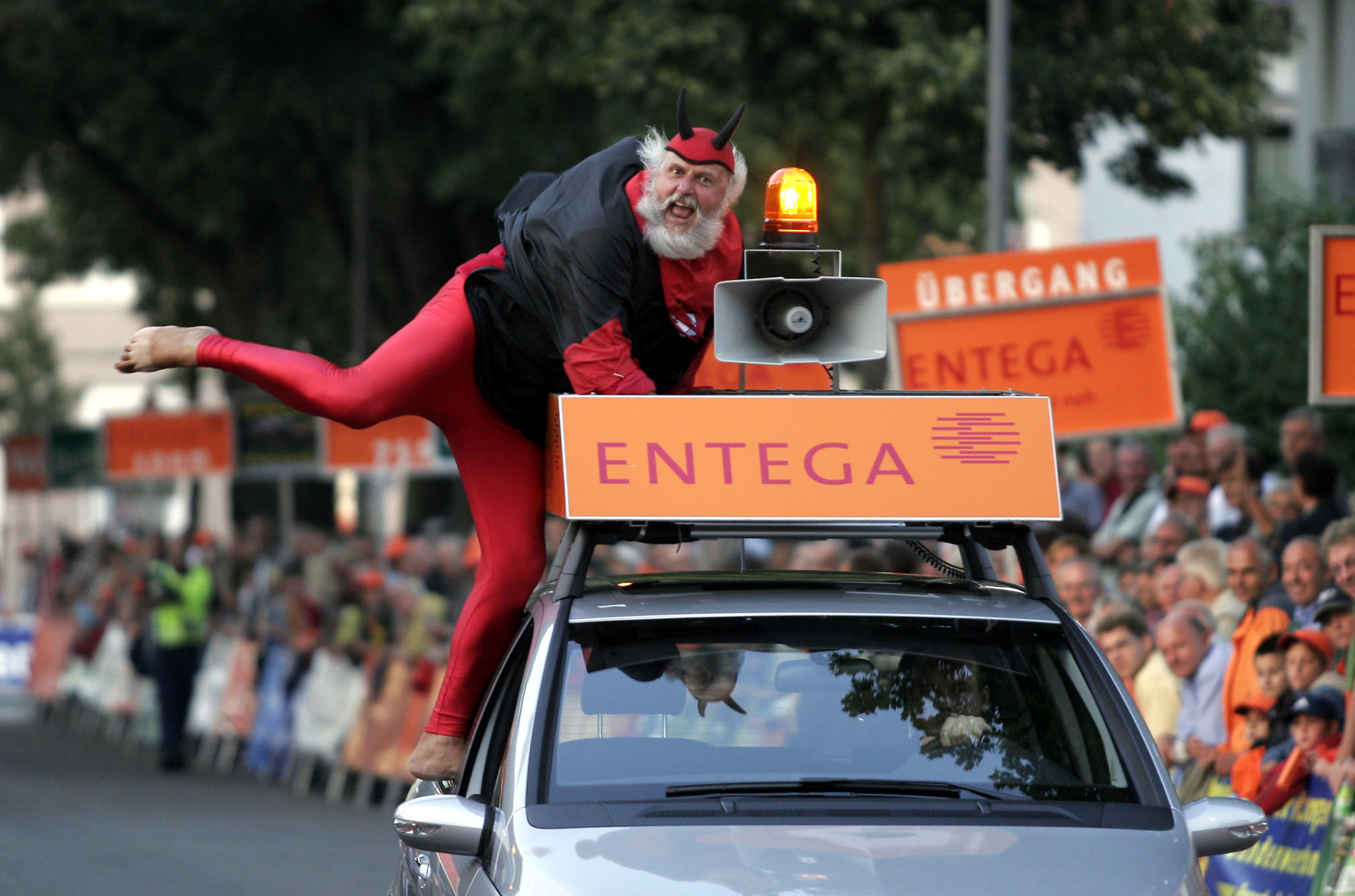
Senft bij de Entega Grand Prix 2007
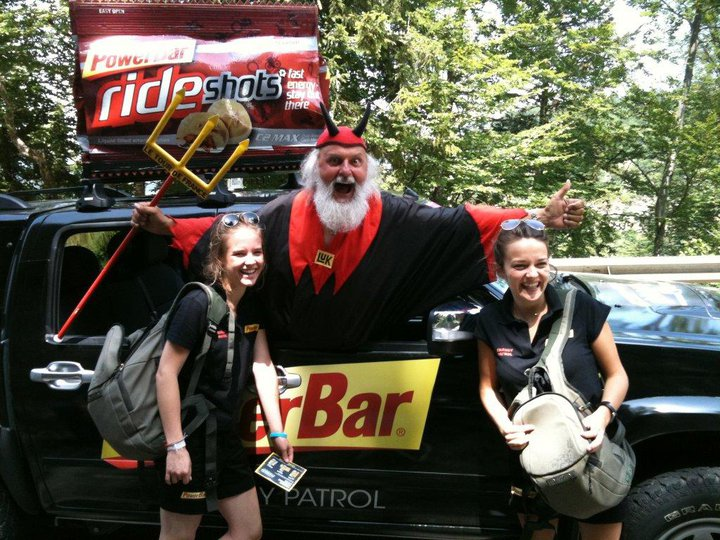
In de Tour de France 2010
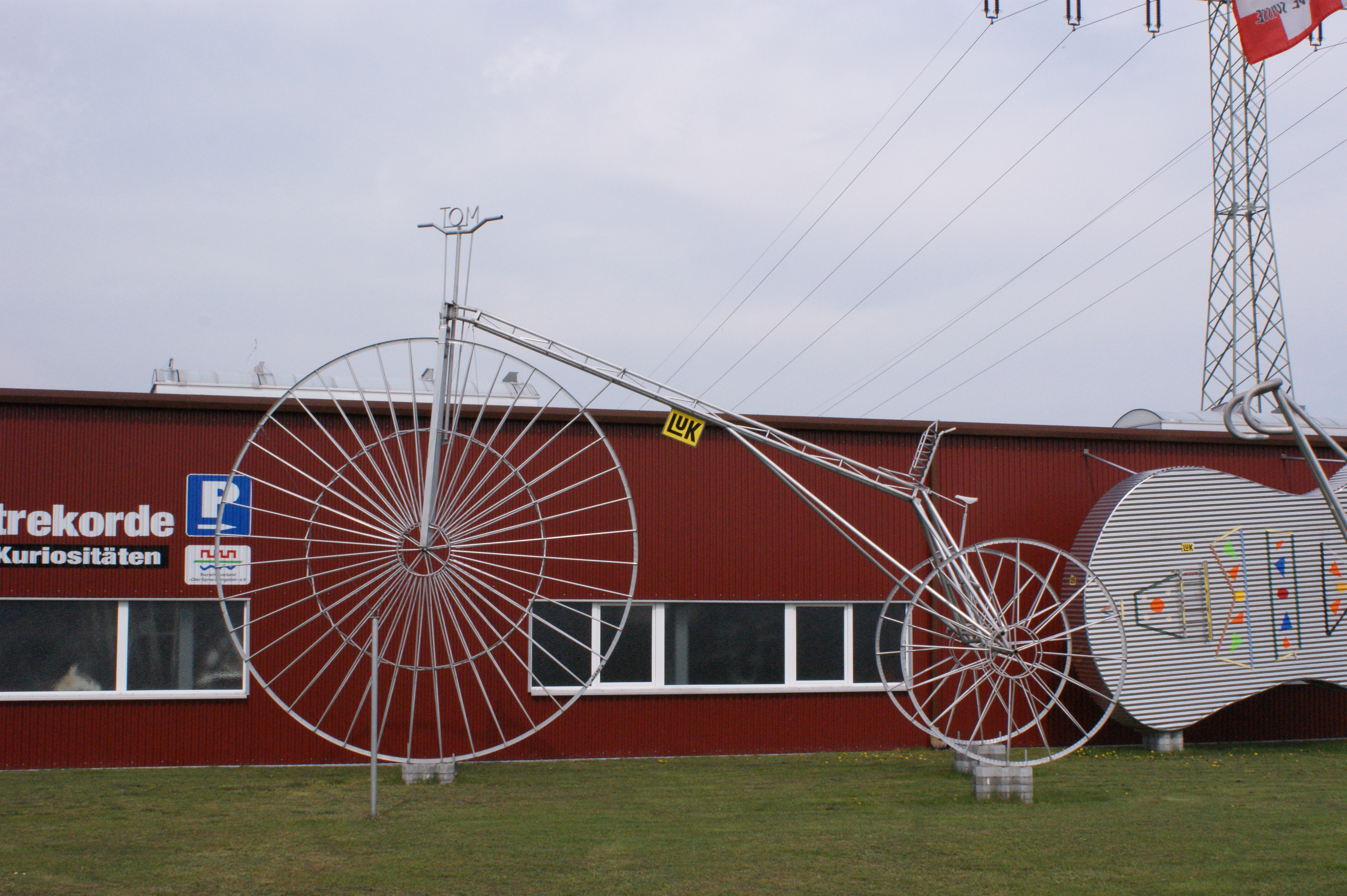
Eigen ontworpen fiets